# 키리바시 요리

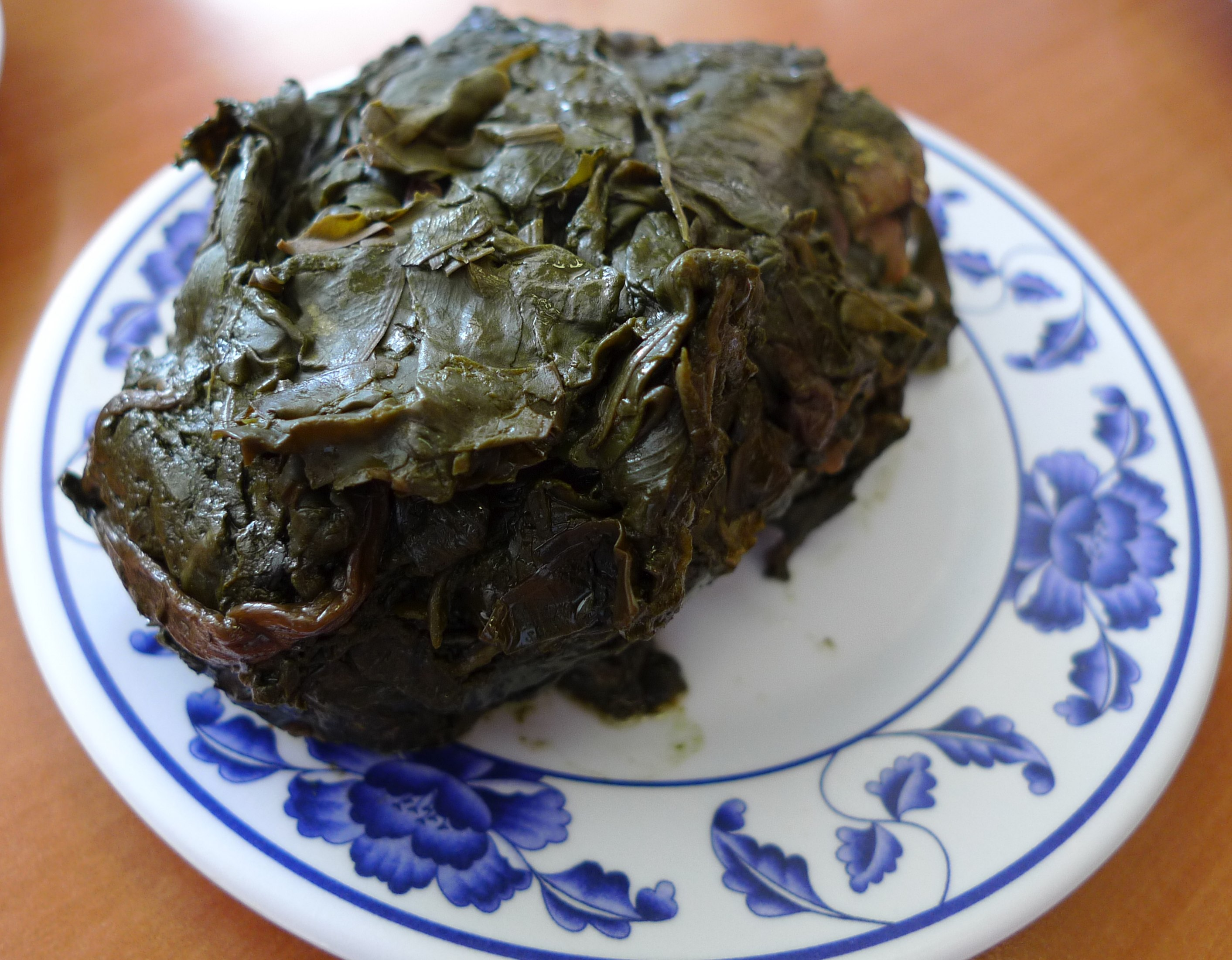
팔루사미

키리바시 요리(Kiribati 料理, 키리바시어: am'arake Kiribati 아뫄라케 키리파스, 영어: Kiribati cuisine 키리배스 퀴진[*])는 미크로네시아 지역에 있는 키리바시의 요리이다.

## 같이 보기
- 미크로네시아 요리